# كومبيا بيروية
تشيتشا أو الكومبيا البيروفية هي إحدى أنواع الكومبيا والتي أصبحت شعبيةً في مدن الساحل في البيرو، خصوصاً في ليما في ستنينيات القرن العشرين عبر انصهار عدة أنواع محلية من الكومبيا الكولومبية الأصلية، وهي هويانو المرتفعات التقليدي وروك السورف وروك السايكيديلك. والمصطلح تشيتشا يُعتبر معبراً أكثر عن تلك الأنواع الفرعية الخاصة بالكومبيا البيروفية قبل تسعينيات القرن العشرين.

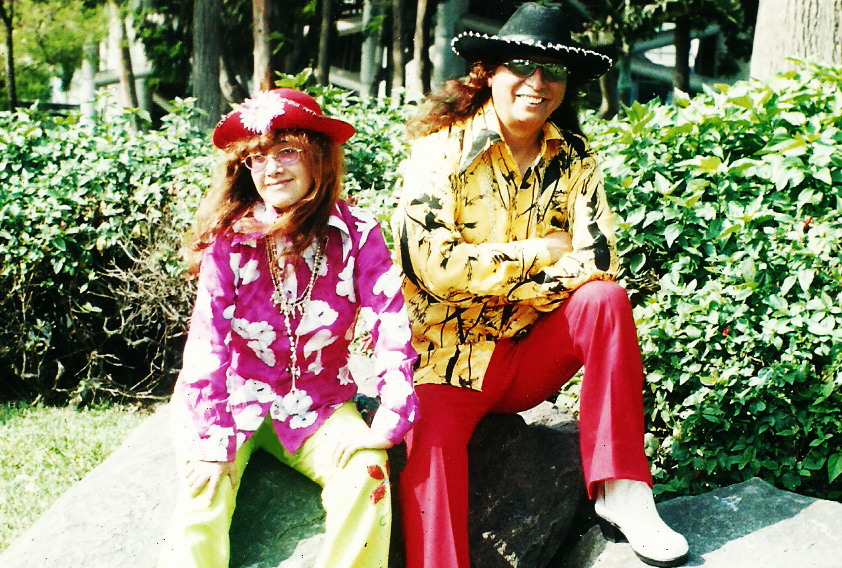
فرقة لوس ديستيلوس

وعلى عكس الأشكال الأخرى للكومبيا، فإن الأنغام التوافقية للتشيتشا معتمدة على السلم الخماسي النموذجي لموسيقي الأنديز. وتُعزف هذه الموسيقى من خلال لوحة مفاتيح الأُرْغن أو المُرَكِّبات، إضافةً إلى ثلاث غيتارات على الأكثر والتي تستطيع أن تُعطي أنغاماً متماثلة في ذات الوقت، ويعتبر هذا الخط المرتبط بالقيثار والقيارة مشتق من الهويانو الإنديزية. ومما يذكر، أن القيثار الإلكتروني الإيقاعي في التشيتشا يُعزف بضربات للأعلى على الأوتار. كما تقوم التشيتشا على أغصان (الغصن هو لحن يؤديه مغن واحد أو آلة واحدة) القيثار الإلكتروني، وذلك تبعًا لتقاليد موسيقى الروك.